# 北海道道980号臼尻豊崎線
北海道道980号臼尻豊崎線（ほっかいどうどう980ごう うすじりとよさきせん）は、北海道函館市の旧南茅部町地域を結ぶ一般道道（北海道道）である。通年通行止め区間がある。

## 概要
起点から豊崎ゲートまで未舗装区間が続くが、当該区間は通年通行止めとなっている。

### 路線データ
- 起点：北海道函館市臼尻町
- 終点：北海道函館市豊崎町（国道278号交点）
- 総延長：7.424 km
- 実延長：7.411 km
- 重用延長：0.013 km
- 未舗装延長：4.096 km

### 道路管理者
- 渡島総合振興局 函館建設管理部 事業課

## 歴史
- 1980年（昭和55年）3月31日 - 路線認定[1]。

## 路線状況

### 通年交通規制（通行止め）
- 函館市臼尻町道有林22林班（臼尻ゲート） - 函館市大船町835-1（豊崎ゲート）
区間延長：4.1 km

### 道路施設

#### 主な橋梁
- 大船橋（37 m、大船川、函館市豊崎町 - 函館市大船町）

#### 常設型ゲート
- 臼尻ゲート（函館市臼尻町）
- 豊崎ゲート（函館市大船町）

## 地理

### 通過する自治体
- 渡島総合振興局
  - 函館市

### 交差する道路
函館市
- 国道278号 - 豊崎町（終点）

### 沿線にある施設など
函館市
- 大船温泉
- 函館市立臼尻中学校
- 南茅部河川公園
- ホテル 函館ひろめ荘